# Kenai (Rússia)
Kenai -Кенай (rus) - és un poble (un possiólok) del krai de Khabàrovsk, a Rússia, que el 2018 tenia 537 habitant. Pertany al districte rural de Komsomolsk na Amure.